# Comté de Forbes
Pour les articles homonymes, voir Forbes (homonymie).
Le comté de Forbes (en anglais : Forbes Shire) est une zone d'administration locale située dans l'État de Nouvelle-Galles du Sud en Australie, dont le chef-lieu est Forbes.

## Géographie
Le comté s'étend sur 4 720 km2 dans le centre de la Nouvelle-Galles du Sud. Il comprend la ville de Forbes, ainsi que les localités de Bedgerebong, Bundbarrah, Corradgery, Daroobalgie, Eugowra, Ooma North et Paytens Bridge.

## Histoire
Le comté est créé le 1er janvier 1981 par la fusion de la municipalité de Forbes et du comté de Jemalong.

## Démographie
La population s'élevait à 9 170 habitants en 2011 et à 9 587 habitants en 2016.

## Politique et administration
Le conseil comprend neuf membres élus pour quatre ans, qui à leur tour élisent le maire pour deux ans. À la suite des élections du 4 décembre 2021, le conseil est formé d'indépendants.

### Liste des maires
| Période                                  | Période           | Identité       | Étiquette    | Qualité |
| ---------------------------------------- | ----------------- | -------------- | ------------ | ------- |
| Les données manquantes sont à compléter. |                   |                |              |         |
| 2008                                     | 2016              | Phyllis Miller | Indépendante |         |
| 29 septembre 2016                        | 20 septembre 2018 | Graeme Miller  | Indépendant  |         |
| 20 septembre 2018                        | en fonction       | Phyllis Miller | Indépendante |         |